# Александра Росольська
Александра Росольська (пол. Aleksandra Rosolska; нар. 17 листопада 1984) — колишня польська тенісистка.
Найвищу одиночну позицію світового рейтингу — 993 місце досягла 3 грудня 2007, парну — 307 місце — 17 серпня 2009 року.
Здобула 2 парні титули туру ITF.
Завершила кар'єру 2013 року.

## Фінали ITF
| турніри $100,000 |
| турніри $75,000  |
| турніри $50,000  |
| турніри $25,000  |
| турніри $10,000  |

### Одиночний розряд (0–1)
| Результат | Ранг | Дата           | Турнір            | Покриття | Суперниця    | Рахунок       |
| --------- | ---- | -------------- | ----------------- | -------- | ------------ | ------------- |
| Поразка   | 1.   | 17 серпня 2008 | ITF Ілава, Польща | Ґрунт    | Романа Табак | 3–6, 6–4, 1–6 |

### Парний розряд (2–5)
| Результат | Ранг | Дата              | Турнір               | Покриття  | Партнерка           | Суперниці                                   | Рахунок             |
| --------- | ---- | ----------------- | -------------------- | --------- | ------------------- | ------------------------------------------- | ------------------- |
| Поразка   | 1.   | 25 серпня 2008    | ITF Катовиці, Польща | Ґрунт     | Кароліна Косіньська | Анастасія Севастова Ленка Вєнерова          | 7–5, 3–6, [3–10]    |
| Перемога  | 1.   | 23 листопада 2008 | ITF Ополе, Польща    | Килим (i) | Кароліна Косіньська | Катажина Пітер Аранча Рус                   | 2–6, 7–6(6), [10–7] |
| Перемога  | 2.   | 30 травня 2009    | ITF Олецько, Польща  | Ґрунт     | Кароліна Косіньська | Вероніка Домаґала Кароліна Влодарчак        | 2–6, 6–2, [11–9]    |
| Поразка   | 2.   | 3 липня 2009      | ITF Торунь, Польща   | Ґрунт     | Кароліна Косіньська | Юлія Бейгельзимер Ксенія Мілевська          | 1–6, 4–6            |
| Поразка   | 3.   | 3 серпня 2009     | ITF Ілава, Польща    | Ґрунт     | Анна Немець         | Вероніка Домаґала Катажина Кава             | 1–6, 3–6            |
| Поразка   | 4.   | 7 серпня 2011     | ITF Ілава, Польща    | Ґрунт     | Кароліна Косіньська | Huỳnh Phương Đài Trang Магдалена Кіщиньська | 6–2, 3–6, [7–10]    |
| Поразка   | 5.   | 28 травня 2012    | ITF Варшава, Польща  | Ґрунт     | Кароліна Косіньська | Кейтлін Горіскі Еліне Буйкенс               | 2–6, 2–6            |